# Koulounda (rivière)
La Koulounda (en russe : Кулунда) est une rivière de Russie qui coule dans la partie sud-est de la plaine de Sibérie occidentale, dans le krai de l'Altaï. Son bassin est endoréique : il est en effet le principal affluent du lac endoréique de Koulounda.

## Géographie
La Koulounda prend naissance sur le plateau de l'Ob, près de la petite localité d'Oust-Mossikha, à quelque 100 kilomètres à l'ouest de Barnaoul et à une altitude de plus ou moins 200 mètres. La rivière coule globalement en direction du sud-ouest dans la zone centrale de la steppe de Koulounda. Dans son cours supérieur, la rivière est enserrée d'une ceinture forestière longue de plus de 100 kilomètres et large de seulement quelques kilomètres ; c'est la Forêt de Koulounda (en russe Kouloundinskaïa lesnaïa datcha). Plus loin, elle traverse des régions steppiques partiellement marécageuses ou utilisées pour l'agriculture. Finalement, elle se jette par un large delta dans la partie orientale du lac de Koulounda, à une altitude de 98 mètres.

## Hydrométrie - Les débits mensuels à Chimolino
Le débit de la rivière a été observé pendant 60 ans (durant la période 1936-2000) à Chimolino, localité située à 17 kilomètres en amont de son débouché dans le lac de Koulounda. 
À Chimolino, le débit inter annuel moyen ou module observé sur cette période était de 5,27 m3/s pour une surface de drainage de 12 300 km2, soit la presque totalité du bassin versant de la rivière. La lame d'eau écoulée dans ce bassin versant se monte ainsi à 13,5 millimètres par an, ce qui peut être considéré comme très faible.
Rivière alimentée en grande partie par la fonte des neiges, la Koulounda est un cours d'eau de régime nival de plaine qui présente globalement deux saisons. 
Les hautes eaux se déroulent du mois d'avril au début du mois de juin, ce qui correspond au dégel et à la fonte des neiges de son bassin. Dès le mois de juin, le débit de la rivière baisse rapidement, ce qui mène à la période des basses eaux. Celle-ci a lieu de juillet à mars inclus. Durant cette période de basses eaux, les débits sont souvent minimes. 
Le débit moyen mensuel observé en mars (minimum d'étiage) est de 0,11 m3/s (110 litres), soit à peine 0,4 % du débit moyen du mois de mai (23,8 m3/s), ce qui témoigne de l'amplitude extrême des variations saisonnières. Sur la durée d'observation de 60 ans, le débit mensuel minimal a été de 0,0 m3/s à de nombreuses reprises durant les mois d'hiver (cours d'eau totalement gelé), tandis que le débit mensuel maximal s'élevait à 92,5 m3/s (mai 1937).